# Gare d'Henripont
La gare de Henripont est une ancienne halte ferroviaire belge de la ligne 106, de Lembeek à Écaussinnes située à Oisquercq, village de la commune de Tubize, dans la province du Brabant wallon en Région wallonne.

## Situation ferroviaire
La gare d'Oisquercq se trouvait au point kilométrique (PK) 5,8 de la ligne 106, de Lembeek à Écaussinnes, via Clabecq entre les gares de Ronquières et d'Écaussinnes-Nord.

## Histoire
Les Chemins de fer de l'État belge mettent en service le point d'arrêt d'Henripont, administrée depuis la gare de Ronquières, le 1er octobre 1889. Il devient une halte en octobre 1897. Le bâtiment des recettes est adjugé fin 1895 à la bourse de Bruxelles, en même temps que ceux des gares de Fonteny, Thy, Sart-Moulin, Noucelles et Nidérand. Contrairement aux autres gares de ce lot, et à Thieu et Statsegem qui sont d'autres type 1893, la construction initiale n'a jamais été agrandie.
La SNCB met fin au trafic des voyageurs sur la ligne 106 le 3 juin 1984. Les rails disparaissent en 1989.

## Patrimoine ferroviaire
Construit vers 1895-1896 bâtiment des recettes apparenté au plan type 1893 a été revendu à un particulier dès 1960 tout comme la maison de garde-barrière attenante, visible sur le site. Le bâtiment de la gare consiste en un petit édifice rectangulaire de quatre travées avec une porte dans le mur-pignon pour les colis. Dans plusieurs gares rurales comme celles de Sart-Moulin et Maret, il s'agissait d'une première étape en vue de réaliser un bâtiment plus grand faisant de la construction primitive une aile latérale. Cependant cet agrandissement n'a pas été effectué à Henripont.